# 패신저 57
《패신저 57》(영어: Passenger 57)은 미국에서 제작된 케빈 훅스 감독의 1992년 액션 스릴러 영화이다. 웨슬리 스나이프스 등이 출연하였고, 스튜어트 래필 등이 제작에 참여하였다.

## 출연
- 웨슬리 스나이프스 - 존 커터 역
- 브루스 페인 - 찰스 레인 역
- 톰 사이즈모어 - 슬라이 델베키오 역
- 앨릭스 대처 - 마티 슬레이턴 역
- 브루스 그린우드 - 스튜어트 램지 역
- 로버트 훅스 - 드와이트 헨더슨 역
- 엘리자베스 헐리 - 서브리나 리치 역
- 마이클 호스 - 포제이 역
- 마크 매콜리 - 빈센트 역
- 어니 라이블리 - 레너드 브리그스 경찰국장 역
- 제임스 쇼트 - 앨런 역
- 브렛 라이스 - 경찰관 역

## 기타 제작진
- 공동 제작: 로버트 J. 앤더슨
- 배역: 셰리 로즈
- 미술: 제임스 힝클
- 세트: 돈 K. 아이비
- 의상: 브래드 로먼

## 우리말 녹음
MBC 성우진 (1994년 12월 24일)
- 이우신 - 존 카터 (웨슬리 스나이프스)
- 이윤연 - 찰스 레인 (브루스 페인)
- 김현직
- 한상혁
- 이명숙
- 전임복
- 김명수
- 이종오
- 최상기
- 최성우
- 곽대홍
- 신성호
- 이선주
- 황윤걸
- 김강산
- 김동현
- 이승환
- 정미연
- 변종필
- 유은숙